# Botryobasidium latisporum
Botryobasidium latisporum ist eine Ständerpilzart aus der Familie der Traubenbasidienverwandten (Botryobasidiaceae). Sie bildet resupinate, spinnwebartige Fruchtkörper aus, die auf Totholz von Nadelbäumen wachsen. Das Verbreitungsgebiet von Botryobasidium latisporum umfasst Taiwan und Japan. Eine Anamorphe der Art ist nur aus Kulturen bekannt.

## Merkmale

### Makroskopische Merkmale
Botryobasidium latisporum besitzt weiße, gespinstartige und dünne Fruchtkörper, die resupinat (also vollständig anliegend) auf ihrem Substrat wachsen und unter der Lupe leicht netzartig erscheinen.

### Mikroskopische Merkmale
Wie bei allen Traubenbasidien ist die Hyphenstruktur von Botryobasidium latisporum monomitisch, besteht also ausschließlich aus generativen Hyphen, die sich rechtwinklig verzweigen. Die Basalhyphen sind meist 8–12 µm breit, dickwandig und nicht inkrustiert. Die 5–8 µm dicken Subhymenialhyphen sind hyalin und dünnwandig. Die Art verfügt wie fast alle Traubenbasidien nicht über Zystiden oder Schnallen. Die sechs- bis achtsporigen Basidien der Art wachsen in Nestern, werden 12–18 × 7–9,5 µm groß und kurzzylindrisch. Die Sporen sind breit schiffchenartig geformt, 7,5–10 × 4–6 µm groß, hyalin, glatt und dünnwandig.

## Verbreitung
Das bekannte Verbreitungsgebiet von Botryobasidium latisporum umfasst Taiwan und Japan.

## Ökologie
Botryobasidium latisporum ist ein Saprobiont, der auf dem morschen Totholz von Koniferen wächst. Bekannte Substrate sind unter anderem Japanische Rot-Kiefer (Pinus densiflora) und Chinesische Hemlocktanne (Tsuga chinensis).